# Lijst van presidenten van Peru
De president van Peru is het democratisch gekozen staatshoofd van Peru. De president wordt officieel aangeduid als de President van de Republiek (Presidente de la República).
De president vertegenwoordigt de republiek tijdens officiële internationale aangelegenheden. Verder wijst de president de premier van Peru aan en benoemt de president de ministers van het kabinet van Peru. Een volle ambtstermijn duurt vijf jaar en het aantal termijnen is beperkt tot twee. De wisseling van de regering en de eedaflegging van de nieuwe president vinden normaal gesproken plaats op 28 juli, de nationale feestdag waarop de onafhankelijkheid van Spanje wordt gevierd.
In het verleden waren de presidenten militairen uit de Peruviaanse krijgsmacht die hebben gestreden voor de onafhankelijkheid van het land en in de Salpeteroorlog tegen Chili. Om die reden wordt de president van Peru ook wel aangeduid als de "Beschermer van Peru" (in het geval van José de San Martin) en "Opperste Beschermer" (in het geval van Andrés de Santa Cruz).

## Presidenten van Peru (1821-heden)
| Nr. | President                    | President                                    | Ambtstermijn                          | Partij                 | Partij | Verkiezing                   |
| --- | ---------------------------- | -------------------------------------------- | ------------------------------------- | ---------------------- | ------ | ---------------------------- |
| —   |                              | José de San Martín (1778-1850)               | 28 juli 1821 - 20 september 1822      | Militair               |        | -                            |
| —   |                              | Francisco Xavier de Luna Pizarro (1780-1855) | 20-22 september 1822                  | Geestelijke            |        | -                            |
| —   |                              | José de La Mar (1776-1830)                   | 22 september 1822 - 27 februari 1823  | Militair               |        | -                            |
| —   |                              | José Bernardo de Tagle (1779-1825)           | 27-28 februari 1823                   | Militair               |        | -                            |
| 1   |                              | José de la Riva Agüero (1783-1858)           | 28 februari 1823 - 23 juni 1823       | Militair               |        | -                            |
| —   |                              | Antonio José de Sucre (1795-1830)            | 23 juni 1823 - 17 juli 1823           | Militair               |        | -                            |
| 2   |                              | José Bernardo de Tagle (1779-1825)           | 17 juli 1823 - 17 februari 1824       | Militair               |        | Aangedragen door het congres |
| —   |                              | Simón Bolívar (1783-1830)                    | 17 februari 1824 - 28 januari 1827    | Militair               |        | -                            |
| —   |                              | Andrés de Santa Cruz (1792-1865)             | 28 januari 1827 - 9 juni 1827         | Militair               |        | Aangewezen door het congres  |
| —   |                              | Manuel Salazar y Baquíjano (1777-1850)       | 9 juni 1827 - 22 augustus 1827        |                        |        | -                            |
| 3   |                              | José de La Mar (1776-1830)                   | 22 augustus 1827 - 7 juni 1829        | Militair               |        | 1827                         |
| —   |                              | Antonio Gutiérrez de la Fuente (1796-1878)   | 7 juni 1829 - 1 september 1829        | Militair               |        | -                            |
| 4   |                              | Agustín Gamarra (1785-1841)                  | 1 september 1829 - 20 december 1833   | Militair               |        | Aangedragen door het congres |
| 4   | 1829                         | Agustín Gamarra (1785-1841)                  | 1 september 1829 - 20 december 1833   | Militair               |        |                              |
| —   |                              | Francisco Xavier de Luna Pizarro (1780-1855) | 20-21 december 1833                   | Geestelijke            |        | -                            |
| 5   |                              | Luis José de Orbegoso (1795-1847)            | 21 december 1833 - 11 augustus 1836   | Militair               |        | 1833                         |
| —   |                              | Pedro Pablo Bermúdez (1793-1852)             | 4 januari 1834 - 24 april 1834        | Militair               |        | -                            |
| 6   |                              | Felipe Santiago Salaverry (1806-1836)        | 23 februari 1835 - 7 februari 1836    | Militair               |        | Militaire coup               |
| —   |                              | Andrés de Santa Cruz (1792-1865)             | 11 augustus 1836 - 25 augustus 1838   | Militair               |        | -                            |
| 7   |                              | Agustín Gamarra (1785-1841)                  | 25 augustus 1838 - 18 november 1841   | Militair               |        | Open raad                    |
| 7   | Aangedragen door het congres | Agustín Gamarra (1785-1841)                  | 25 augustus 1838 - 18 november 1841   | Militair               |        |                              |
| 7   | 1840                         | Agustín Gamarra (1785-1841)                  | 25 augustus 1838 - 18 november 1841   | Militair               |        |                              |
| 8   |                              | Manuel Menéndez (1793-1847)                  | 18 november 1841 - 16 augustus 1842   | Onafhankelijk          |        | Opvolging                    |
| —   |                              | Juan Crisóstomo Torrico (1808-1875)          | 16 augustus 1842 - 17 oktober 1842    | Militair               |        | -                            |
| 9   |                              | Juan Francisco de Vidal (1800-1863)          | 17 oktober 1842 - 15 maart 1843       | Militair               |        | Opvolging                    |
| —   |                              | Justo Figuerola (1771-1854)                  | 15-20 maart 1843                      |                        |        | -                            |
| —   |                              | Manuel Ignacio de Vivanco (1806-1873)        | 20 maart 1843 - 17 juni 1844          | Militair               |        | -                            |
| —   |                              | Domingo Nieto (1803-1844)                    | 20 maart 1843 - 17 februari 1844      | Militair               |        | -                            |
| —   |                              | Ramón Castilla (1797-1867)                   | 17 februari 1844 - 10 augustus 1844   | Militair               |        | Militaire coup               |
| —   |                              | Domingo Elías (1805-1867)                    | 17 juni 1844 - 10 augustus 1844       |                        |        | -                            |
| —   |                              | Manuel Menéndez (1793-1847)                  | 10-11 augustus 1844                   |                        |        | -                            |
| —   |                              | Justo Figuerola (1771-1854)                  | 11 augustus 1844 - 7 oktober 1844     |                        |        | -                            |
| 10  |                              | Manuel Menéndez (1793-1847)                  | 7 oktober 1844 - 20 april 1845        | Onafhankelijk          |        | -                            |
| 11  |                              | Ramón Castilla (1797-1867)                   | 20 april 1845 - 20 april 1851         | Militair               |        | 1845                         |
| 12  |                              | José Rufino Echenique (1808-1887)            | 20 april 1851 - 5 januari 1855        | Militair               |        | 1851                         |
| 13  |                              | Ramón Castilla (1797-1867)                   | 5 januari 1855 - 24 oktober 1862      | Militair               |        | Militaire coup               |
| 13  | 1858                         | Ramón Castilla (1797-1867)                   | 5 januari 1855 - 24 oktober 1862      | Militair               |        |                              |
| 14  |                              | Miguel de San Román (1802-1863)              | 24 oktober 1862 - 3 april 1863        | Militair               |        | 1862                         |
| —   |                              | Ramón Castilla (1797-1867)                   | 3-9 april 1863                        |                        |        | -                            |
| —   |                              | Pedro Diez Canseco (1815-1893)               | 3 april 1863 - 5 augustus 1863        |                        |        | -                            |
| 15  |                              | Juan Antonio Pezet (1809-1879)               | 5 augustus 1863 - 25 april 1865       | Militair               |        | Opvolging                    |
| —   |                              | Mariano Ignacio Prado (1826-1901)            | 25 april 1865 - 24 juni 1865          |                        |        | -                            |
| —   |                              | Juan Antonio Pezet (1809-1879)               | 24 juni 1865 - 8 november 1865        |                        |        | -                            |
| —   |                              | Pedro Diez Canseco (1815-1893)               | 8-28 november 1865                    |                        |        | -                            |
| 16  |                              | Mariano Ignacio Prado (1826-1901)            | 28 november 1865 - 8 januari 1868     | Militair               |        | Militaire coup               |
| 16  | Aangedragen door het congres | Mariano Ignacio Prado (1826-1901)            | 28 november 1865 - 8 januari 1868     | Militair               |        |                              |
| 16  | 1866                         | Mariano Ignacio Prado (1826-1901)            | 28 november 1865 - 8 januari 1868     | Militair               |        |                              |
| 17  |                              | Pedro Diez Canseco (1815-1893)               | 8 januari 1868 - 2 augustus 1868      | Militair               |        | Opvolging                    |
| 18  |                              | José Balta (1814-1872)                       | 2 augustus 1868 - 22 juli 1872        | Militair               |        | 1868                         |
| —   |                              | Tomás Gutiérrez (?-1872)                     | 22-26 juli 1872                       |                        |        | -                            |
| —   |                              | Francisco Diez Canseco (1821-1884)           | 26-27 juli 1872                       |                        |        | -                            |
| 19  |                              | Mariano Herencia Zevallos (1820-1873)        | 27 juli 1872 - 2 augustus 1872        | Militair               |        | Opvolging                    |
| 20  |                              | Manuel Pardo (1834-1878)                     | 2 augustus 1872 - 2 augustus 1876     | PC                     |        | 1872                         |
| 21  |                              | Mariano Ignacio Prado (1826-1901)            | 2 augustus 1876 - 18 december 1879    | PC                     |        | 1876                         |
| 22  |                              | Luis La Puerta (1811-1896)                   | 18-23 december 1879                   | PC                     |        | Opvolging                    |
| 23  |                              | Nicolás de Piérola (1839-1913)               | 23 december 1879 - 28 november 1881   | Onafhankelijk          |        | Open raad                    |
| 24  |                              | Francisco García Calderón (1834-1905)        | 12 maart 1881 - 28 september 1881     | Onafhankelijk          |        | Coup                         |
| 25  |                              | Lizardo Montero (1832-1905)                  | 28 september 1881 - 6 november 1881   | PC                     |        | Opvolging                    |
| —   |                              | Andrés Avelino Cáceres (1833-1923)           | 6 november 1881 - 25 december 1882    |                        |        | -                            |
| 26  |                              | Miguel Iglesias (1830-1909)                  | 6 november 1881 - 25 december 1882    | Militair               |        | -                            |
| —   |                              | Antonio Arenas (1808-1891)                   | 3 december 1885 - 5 juni 1886         |                        |        | -                            |
| 27  |                              | Andrés Avelino Cáceres (1833-1923)           | 5 juni 1886 - 10 augustus 1890        | Constitutionele Partij |        | 1886                         |
| 28  |                              | Remigio Morales Bermúdez (1836-1894)         | 10 augustus 1890 - 1 april 1894       | Constitutionele Partij |        | 1890                         |
| 29  |                              | Justiniano Borgoño (1836-1921)               | 1 april 1894 - 10 augustus 1894       | Constitutionele Partij |        | Opvolging                    |
| 30  |                              | Andrés Avelino Cáceres (1833-1923)           | 10 augustus 1894 - 20 maart 1895      | Constitutionele Partij |        | 1894                         |
| —   |                              | Manuel Candamo (1841-1904)                   | 20 maart 1895 - 8 september 1895      |                        |        | -                            |
| 31  |                              | Nicolás de Piérola (1839-1913)               | 8 september 1895 - 8 september 1899   | PD                     |        | 1895                         |
| 32  |                              | Eduardo López de Romaña (1847-1912)          | 8 september 1899 - 8 september 1903   | PC                     |        | 1899                         |
| 33  |                              | Manuel Candamo (1841-1904)                   | 8 september 1903 - 7 mei 1904         | PC                     |        | 1903                         |
| 34  |                              | Serapio Calderón (1843-1922)                 | 7 mei 1904 - 24 september 1904        | PC                     |        | Opvolging                    |
| 35  |                              | José Pardo y Barreda (1864-1947)             | 24 september 1904 - 24 september 1908 | PC                     |        | 1904                         |
| 36  |                              | Augusto Leguía (1863-1932)                   | 24 september 1908 - 24 september 1912 | PC                     |        | 1908                         |
| 37  |                              | Guillermo Billinghurst (1851-1915)           | 24 september 1912 - 4 februari 1914   | PD                     |        | 1912                         |
| 38  |                              | Óscar Benavides (1876-1945)                  | 4 februari 1914 - 18 augustus 1915    | Militair               |        | Militaire coup               |
| 39  |                              | José Pardo y Barreda (1864-1947)             | 18 augustus 1915 - 4 juli 1919        | PC                     |        | 1915                         |
| 40  |                              | Augusto Leguía (1863-1932)                   | 4 juli 1919 - 25 augustus 1930        | Onafhankelijk          |        | Militaire coup               |
| 40  | PDR                          | Augusto Leguía (1863-1932)                   | 4 juli 1919 - 25 augustus 1930        |                        | 1919   |                              |
| 40  | PDR                          | Augusto Leguía (1863-1932)                   | 4 juli 1919 - 25 augustus 1930        | 1924                   |        |                              |
| 40  | PDR                          | Augusto Leguía (1863-1932)                   | 4 juli 1919 - 25 augustus 1930        | 1929                   |        |                              |
| —   |                              | Manuel María Ponce Brousset (1874-1966)      | 25-27 augustus 1930                   |                        |        | -                            |
| —   |                              | Luis Miguel Sánchez Cerro (1889-1933)        | 27 augustus 1930 - 1 maart 1931       | Militair               |        | Militaire coup               |
| —   |                              | Ricardo Leoncio Elías Arias (1874-1951)      | 1-5 maart 1931                        |                        |        | -                            |
| —   |                              | Gustavo Jiménez (1886-1933)                  | 5-11 maart 1931                       |                        |        | -                            |
| —   |                              | David Samanez Ocampo (1866-1947)             | 11 maart 1931 - 8 december 1931       |                        |        | -                            |
| 41  |                              | Luis Miguel Sánchez Cerro (1889-1933)        | 8 december 1931 - 30 april 1933       | UR                     |        | 1931                         |
| 42  |                              | Óscar Benavides (1876-1945)                  | 30 april 1933 - 8 december 1939       | Militair               |        | Aangedragen door het congres |
| 43  |                              | Manuel Prado y Ugarteche (1889-1967)         | 8 december 1939 - 28 juli 1945        | CC                     |        | 1939                         |
| 44  |                              | José Luis Bustamante y Rivero (1894-1989)    | 28 juli 1945 - 29 oktober 1948        | FDN                    |        | 1945                         |
| —   |                              | Manuel A. Odría (1896-1974)                  | 29 oktober 1948 - 1 juni 1950         | Militair               |        | Militaire coup               |
| —   |                              | Zenón Noriega Agüero (1900-1957)             | 1 juni 1950 - 28 juli 1950            | Militair               |        | -                            |
| 45  |                              | Manuel A. Odría (1996-1974)                  | 28 juli 1950 - 28 juli 1956           | Militair               |        | 1950                         |
| 45  | UNO                          | Manuel A. Odría (1996-1974)                  | 28 juli 1950 - 28 juli 1956           |                        |        | 1950                         |
| 46  |                              | Manuel Prado y Ugarteche (1889-1967)         | 28 juli 1956 - 18 juli 1962           | MDP                    |        | 1956                         |
| 47  |                              | Ricardo Pérez Godoy (1905-1982)              | 18 juli 1962 - 3 maart 1963           | Militair               |        | Militaire coup               |
| 48  |                              | Nicolás Lindley López (1908-1995)            | 3 maart 1963 - 28 juli 1963           | Militair               |        | Opvolging                    |
| 49  |                              | Fernando Belaúnde Terry (1912-2002)          | 28 juli 1963 - 3 oktober 1968         | AP                     |        | 1963                         |
| 50  |                              | Juan Velasco Alvarado (1910-1977)            | 3 oktober 1968 - 30 augustus 1975     | Militair               |        | Militaire coup               |
| 51  |                              | Francisco Morales Bermúdez (1921-2022)       | 30 augustus 1975 - 28 juli 1980       | Militair               |        | Militaire coup               |
| 52  |                              | Fernando Belaúnde Terry (1912-2002)          | 28 juli 1980 - 28 juli 1985           | AP                     |        | 1980                         |
| 53  |                              | Alan García (1949-2019)                      | 28 juli 1985 - 28 juli 1990           | APRA                   |        | 1985                         |
| 54  |                              | Alberto Fujimori (1938-2024)                 | 28 juli 1990 - 22 november 2000       | C90                    |        | 1990                         |
| 54  | C90-NM                       | Alberto Fujimori (1938-2024)                 | 28 juli 1990 - 22 november 2000       |                        | 1995   |                              |
| 54  | P2000                        | Alberto Fujimori (1938-2024)                 | 28 juli 1990 - 22 november 2000       |                        | 2000   |                              |
| 55  |                              | Valentín Paniagua (1936-2006)                | 22 november 2000 - 28 juli 2001       | AP                     |        | -                            |
| 56  |                              | Alejandro Toledo (1946)                      | 28 juli 2001 - 28 juli 2006           | PP                     |        | 2001                         |
| 57  |                              | Alan García (1949-2019)                      | 28 juli 2006 - 28 juli 2011           | APRA                   |        | 2006                         |
| 58  | Ollanta Humala               | Ollanta Humala (1962)                        | 28 juli 2011 - 28 juli 2016           | PNP (GP)               |        | 2011                         |
| 59  | Pedro Pablo Kuczynski        | Pedro Pablo Kuczynski Godard (1938)          | 28 juli 2016 - 23 maart 2018          | PPK                    |        | 2016                         |
| 60  | Martín Vizcarra              | Martín Vizcarra (1963)                       | 23 maart 2018 - 10 november 2020      | Onafhankelijk          |        | -                            |
| 61  | Manuel Merino                | Manuel Merino (1961)                         | 10-15 november 2020                   | AP                     |        | -                            |
| 62  | Francisco Sagasti            | Francisco Sagasti (1944)                     | 17 november 2020 - 28 juli 2021       | PM                     |        | -                            |
| 63  | Pedro Castillo               | Pedro Castillo (1969)                        | 28 juli 2021 - 7 december 2022        | PL                     |        | 2021                         |
| 64  | Dina Boluarte                | Dina Boluarte (1962)                         | 7 december 2022 - heden               | Onafhankelijk          |        | -                            |